# Con un deca
Con un deca è una canzone degli 883. 
È il quarto singolo estratto dall'album Hanno ucciso l'Uomo Ragno del 1992. Il brano è contenuto anche in Gli anni, TuttoMax, Hanno ucciso l'Uomo Ragno 2012 (reinterpretato con i Club Dogo), Le canzoni alla radio e Max Forever Vol.1 (in una versione inedita).

## Descrizione
Con il termine "deca" nel gergo giovanile dell'epoca si indicava la banconota da diecimila lire, che secondo il testo della canzone non bastava per fare praticamente nulla tra giovani, nemmeno per fare rifornimento di carburante o per andare in pizzeria. La città di cui si parla nel testo della canzone è Pavia, città di origine dei membri del gruppo Max Pezzali e Mauro Repetto.
Nella canzone del 2009 del rapper J-Ax intitolata Deca Dance ci sono diverse citazioni dal brano degli 883.
Nel 2024 il brano diventa la sigla di apertura della serie Hanno ucciso l'Uomo Ragno - La leggendaria storia degli 883.

## Tracce
1. Con un deca (Fargetta remix)
2. Con un deca (Chorus remix)
3. Lasciati toccare
4. Te la tiri
5. Con un deca (Kick version)
6. Con un deca (Album version)

## Classifiche

### Classifiche settimanali
| Classifica (2024) | Posizione massima |
| ----------------- | ----------------- |
| Italia            | 60                |